# Rebec

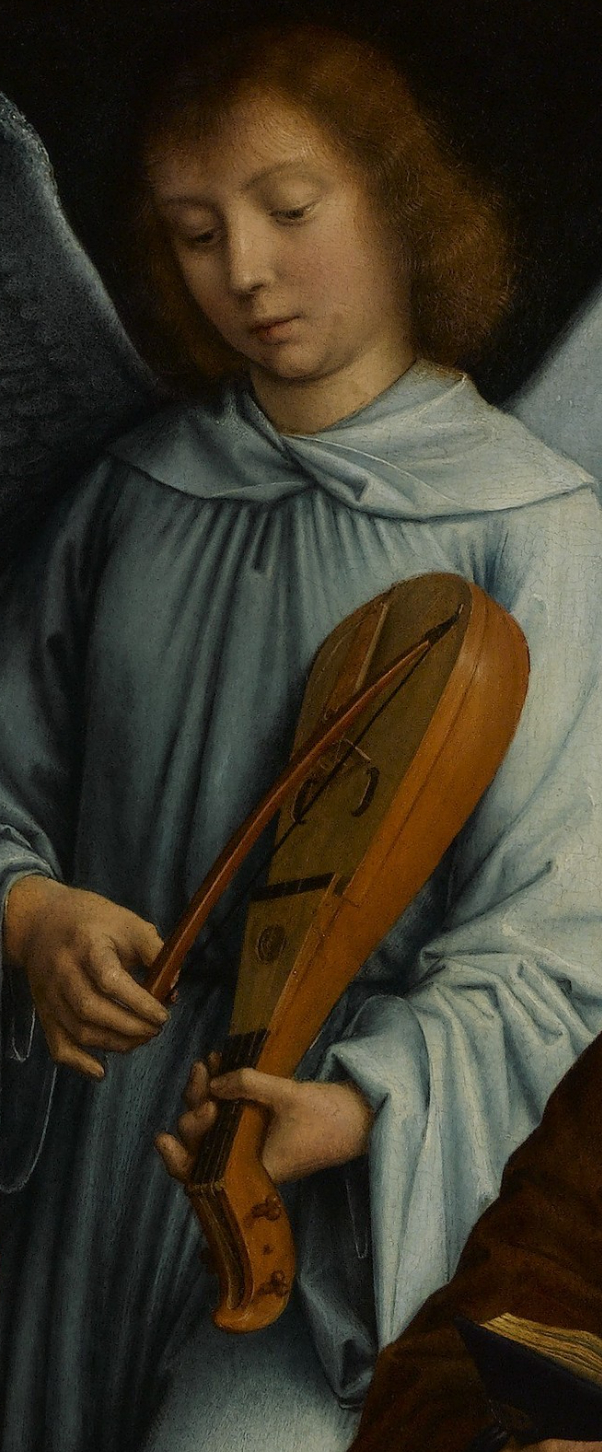
Rebec na obrazie Gerarda Davida

Rebec (inne nazwy: rebeb, rabe, rubeba, erbeb, rubella) – instrument smyczkowy pochodzenia arabskiego lub bizantyjskiego, o owalnym pudle rezonansowym w kształcie gruszki, posiadający trzy struny. Zazwyczaj grano na nim przy pomocy spłaszczonego łuku, podobnego do współczesnego smyczka. Od tego instrumentu wywodzi się hiszpańska mandola.